# Niels Frommelt
Niels Anders Thürmer Frommelt (født Niels Anders Thürmer Larsen 16. april 1921, død 11. januar 2008) var en dansk modstandsmand, koncentrationslejrfange og leder i den halvprivate efterretningstjeneste Firmaet. 
Under Besættelsen var Frommelt allerede fra 1941 med i modstandsgruppen Studenternes Efterretningstjeneste, hvor han avancerede til leder og desuden drev et illegalt trykkeri på Hauser Plads i København. Den 26. september 1943 blev Niels Frommelt angivet, og ved en razzia, hvor det danske politi samarbejdede med Gestapo, blev han anholdt i Mikkel Bryggers Gade i det indre København. Frommelt blev sat i Horserødlejren og Frøslevlejren og i september 1944 deporteret til koncentrationslejren Neuengamme og siden Porta Westfalica-Barkhausen. I slutningen af marts 1945 blev han stærkt medtaget overført med De Hvide Busser til Sverige.
Efter krigen oprettede han Firmaet. Fra en nabolejlighed i Vester Søgade 78 i København var Frommelt med til at aflytte kommunisten Alfred Jensen og hans kone Ragnhild Andersens lejlighed i syv år i 1950'erne. 
Frommelt samarbejdede med amerikanerne under den kolde krig og var en central kontaktperson under opbygningen af "stay behind-grupper", som skulle træde i funktion i tilfælde af sovjetisk besættelse.